# Bordentown
Bordentown è un comune degli Stati Uniti d'America, nella contea di Burlington, nello Stato del New Jersey. Secondo il censimento del 2000 la cittadina aveva una popolazione di 3.969 abitanti, scesa a 3.854 nel 2007. Bordentown si trova alla confluenza dei fiumi Delaware, Black's Creek e Crosswicks Creek, quest'ultimo segna il confine tra le contee di Burlington e Mercer.

## Storia
Bordentown in origine venne riconosciuta come borough, per un atto dell'assemblea legislativa del New Jersey datato 9 dicembre 1825, appartenente al comune di Chesterfield. Fu redifinita come city il 3 aprile 1867 e venne separata da Chesterfield nel 1877. La città ebbe un ruolo importante nella guerra d'indipendenza americana: situata in una zona di patrioti venne occupata dagli assiani nel 1776 e razziata dagli inglesi nel 1778. Divenne una delle basi realiste nel New Jersey, assieme a Trenton e Princeton.

## Geografia fisica
Secondo lo United States Census Bureau la città occupa un'area di 2,5 km². Il 94,85 % (2,4 km²) è occupata da terreno mentre lo 5,15 % (0,1 km²) da acque interne.
La città è circondata su tre lati dall'omonima township mentre sul lato ovest dall'unione tra il fiume Delaware e il Crosswicks Creek. La città è servita ad est dalla U.S. Route 130 e dalla U.S. Route 206 e a sud del Black's Creek dalla Interstate 295; a nord scorre la Mile Hollow Run. Al di là del fiume Delaware vi è Falls, sita nella contea di Bucks (Pennsylvania).

## Infrastrutture e trasporti
La città è servita dalla tranvia interurbana denominata linea River.